# Alfredo Calderoni
Alfredo Calderoni (Ravenna, 3 maggio 1920 – ...) è stato un calciatore italiano, di ruolo terzino.

## Carriera
Cresciuto nel Ravenna, lui che veniva dalla parrocchia di Borgo San Rocco, dove diciannovenne ha esordito in Serie C a Pistoia il 19 febbraio 1939 nella partita Pistoiese-Ravenna (0-0), ha giocato in Serie B prima con l'Udinese e nella prima stagione del dopoguerra con la maglia del Forlì, in Serie C ha giocato a Lugo nel Baracca ma è stato con il Ravenna che ha disputato buona parte della sua lunga carriera, chiusa nel 1953 con 144 presenze in giallorosso.

## Biografia
Alfredo era inseparabile dal suo violino, che accantonava solo per allenarsi o giocare a calcio.

## Palmarès

### Club

#### Competizioni regionali
- Promozione: 1

Ravenna: 1950-1951